# Komkor

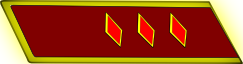
Insignia de Komkor. El fondo depende de la especialidad de la unidad.

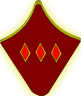
Insignia de Komkor en la punta de la solapa del abrigo o chaqueta. El fondo depende de la especialidad de la unidad.

Komkor (en ruso: комкор) es la abreviatura de командир корпуса, Comandante de Cuerpo, era un rango militar en el Ejército Rojo hasta finales de la década de 1930.
Es un puesto de General de Cuerpo de Ejército en las tropas de tierra vigente entre 1935 y 1940. Es un grado superior al de General de División pero inferior a Comandante de Ejército de 2.º Rango El grado de Comandante de Cuerpo en el periodo de 1937-1940 correspondía al de Comisionado de la Seguridad del Estado de 3.º Rango.